# Malyševa
Malyševa (in russo  Малышева?) è un insediamento di tipo urbano dell'oblast' di Sverdlovsk, in Russia; costituisce il centro amministrativo del circondario urbano Malyševskij (Малышевский городской округ). Assieme al circondario urbano Reftinskij si trova entro i confini della città di Asbest.
L'insediamento è sorto intorno alla miniera Malyševskoe, ricca di smeraldi, berillio, oltre a metalli alcalini quali: cesio, litio e rubidio. Si trova a nord-est di Ekaterinburg e a nord-ovest di Asbest. Nelle vicinanze del villaggio hanno inizio diversi piccoli fiumi, che sono gli affluenti di sinistra del Bol'šoj Reft.